# Лейбенгруб, Павел Соломонович
Павел Соломонович Лейбенгруб (1915—1984) — советский учёный-педагог, историк, доктор педагогических наук (1982).

## Биография
Родился в 1915 году в Калуге.
После окончания школы пошёл учиться в ФЗУ автозавода имени Сталина, несколько лет работал на заводе и одновременно учился на рабфаке. Свою педагогическую деятельность начал в 1937 году учителем истории 525-й мужской средней школы Москвы. Затем поступил на исторический факультет Московского государственного университета, который окончил в 1940 году.
В годы Великой Отечественной войны Павел Лейбенгруб преподавал историю в 5-й Московской артиллерийской спецшколе Московского ГорОНО, был комсоргом этой школы, затем — заведующим учебной частью. Здесь же в ноябре 1942 года вступил в члены ВКП(б). Одновременно с 1948 года Павел Соломонович работал старшим научным сотрудником НИИ методов обучения (НИИ содержания и методов обучения) Академии педагогических наук СССР (АПН СССР). Был неоднократным участником «Педагогических чтений» в Академии педагогических наук. В 1948 году его работа «Изучение темы „Великая Отечественная война Советского Союза“ в X классе средней школы» была удостоена Второй премии АПН СССР. Защитил в 1950 году кандидатскую диссертацию не тему «Методика изучения темы „Великая Отечественная война Советского Союза“ в 10-м классе средней школы».
Умер в 1984 году в Москве.
Заслуженный учитель школы РСФСР, Отличник народного образования СССР, лауреат Первых премий АПН СССР (1967, 1984).

## Труды
Павел Соломонович Лейбенгруб является автором 30 монографий и более 100 статей по вопросам методики обучения истории, программ, учебников по истории СССР (в соавторстве с академиком Академии наук СССР Милицей Нечкиной). Некоторые работы:
- Лейбенгруб Павел Соломонович. Идейно-нравственное воспитание в обучении истории СССР (7-10 классы) [Текст]: пособие для учителя / П. С. Лейбенгруб. — М. : Просвещение, 1983. — 287 с. — ISBN 1003747
- Лейбенгруб Павел Соломонович. О повторении на уроках истории СССР в 7-10 классах: Пособие для учителя [Текст] / П. С. Лейбенгруб. — 2-е изд.,дораб. — М. : Просвещение, 1987. — 142 с. — ISBN 1097485
- Нечкина Милица Васильевна. История СССР [Текст]: учеб. для 7-го кл. / М. В. Нечкина, П. С. Лейбенгруб. — 4-е изд. — М. : Просвещение, 1985. — 287 с.
- Лейбенгруб, Павел Соломонович Изучение истории СССР в 7 классе [Текст] / П. С. Лейбенгруб. — Изд.2-е. — М. : Просвещение, 1974. — 334 с. — ISBN 73 Лейбенгруб, Павел Соломонович. Дидактические требования к уроку истории в средней школе [Текст] / П. С. Лейбенгруб. — М. : Академия педагогических наук РСФСР, 1957. — 160 с. — ISBN 284217
- Лейбенгруб Павел Соломонович О повторении на уроках истории СССР в 7-10 классах: Пособие для учителя [Текст] / П. С. Лейбенгруб. — М.: Просвещение, 1977. — 175 с.
- Кинкулькин, Альберт Тимофеевич Некоторые вопросы преподавания истории в школе [Текст] / А. Т. Кинкулькин, П. С. Лейбенгруб. — М. : Академия педагогических наук РСФСР, 1957. — 112 с. — ISBN 277194
- Нечкина Милица Васильевна История СССР [Текст]: учеб. для 7-го кл. / М. В. Нечкина, П. С. Лейбенгруб. — 8-е изд. — М.: Просвещение, 1973. — 255 с. — * Нечкина Милица Васильевна. История СССР [Текст]: учеб. для 7-го кл. / М. В. Нечкина, П. С. Лейбенгруб. — 3-е изд. — М. : Просвещение, 1984. — 287 с.
- Лейбенгруб Павел Соломонович. Изучение темы «Иностранная военная интервенция и гражданская война /1918-1920 гг./» в 10 классе [Текст] / П. С. Лейбенгруб. — М. : Академия педагогических наук РСФСР, 1958. — 143 с. — ISBN 296202
- Нечкина Милица Васильевна. История СССР [Текст]: учеб. для 7-го кл. / М. В. Нечкина, П. С. Лейбенгруб. — М. : Просвещение, 1981. — 287 с.